# Anna Arpadówna
Anna Arpadówna także Anna Węgierska (ur. 1226, zm. 1270) – węgierska księżniczka z dynastii Arpadów, córka króla Węgier i Chorwacji Beli IV i Marii Laskariny; żona Rościsława Michajłowicza księcia halickiego.

## Życiorys
Anna urodziła się w 1226 r. Była córką króla Węgier Beli IV i jego żony Marii Laskariny. Jej dziadkami ze strony ojca byli Andrzej II i Gertruda z Meran córka pierwszego księcia Meranii Bertolda IV. Ze strony matki dziadkami byli Teodor I Laskarys cesarz nicejski i Anna Angelina córka cesarza bizantyńskiego Aleksego III Angelosa. Miała dziewięcioro rodzeństwa: Święta Kinga, Elżbieta, Małgorzata Węgierska, Stefan V, Jolenta Helena, Konstancja, Katarzyna, Małgorzata, Bela. Dwie siostry zostały kanonizowane, jedna beatyfikowana .
W 1243 r. poślubiła Rościsława Michajłowicza księcia halickiego, z którym doczekała się licznego potomstwa:
- książę Bela (ok. 1243 – listopad 1272)
- książę Michał (przed 1245–1270)
- księżniczka Anna (ok. 1245–?) – żona cara bułgarskiego w latach 1246–1256 Michała I Asena, następnie żona cara bułgarskiego Kolomana II Asena
- księżniczka Elżbieta (?–1272)
- księżniczka Kunegunda (1245–1285) – żona króla Czech Przemysła Ottokara II
- księżniczka Gryfina lub Agrypina (ok. 1248–1296) – żona księcia sieradzkiego Leszka Czarnego
- księżniczka Małgorzata (1250–1290)